# Kaman-e Rostam
Kamān-e Rostam (persisch کمان رستم, ‚Bogen von Rostam‘) ist eine Bezeichnung, die überwiegend in Afghanistan für den Regenbogen gebraucht wird. Der Regenbogen wird sonst im Standardpersischen heute als Rangin Kamān (persisch رنگين کمان; bunter Bogen) bezeichnet. Der Regenbogen ist Anlass für Spiele und Brauchtum.

## Etymologie
Rostams Bogen, die Keule und sein Pferd Rakhsh (= Blitz) sind sehr bekannt. Geschichten dazu sind mündlich von Generation zur Generation weitergegeben worden. Manche Redewendungen gehen auf diese Geschichten zurück, z. B. die von Rostams Keule: Rostam der Held war im Qand-Bāzār (Süßigkeitenbazar) in der Kabuler Altstadt. Er hatte Hunger auf Süßigkeiten. Dafür hatte er seine Lanze für drei Kassira (sowohl Währung der damaligen Zeit als auch Defizit) verpfändet. Die Keule ist inzwischen unter den Ruinen der Altstadt Kabul verschwunden. Diese Redewendung lautet: persisch گرز رستم به سه کسیره بند است Gorz-e Rostam ba se Kassira band ast, ‚Die Keule von Rostam ist für drei Kassira gebunden‘.

## Spiel und Aberglaube
Beim Erscheinen des Regenbogens versuchen vor allem die Mädchen unter den Regenbogen zu gehen und die Jungen dies zu vermeiden. Das Spiel, das auf einen Volksglauben zurückgeht, wird gerne von Kindern auf dem Boden des heutigen Afghanistan gespielt. Wer es schaffen kann, durch den Regenbogen zu gehen bzw. die andere Seite des Bogens zu erreichen, verändert sein Geschlecht ins Gegenteil.

## Adaptionen
- Passing the Rainbow / Gozar az zir-e Kamān-e Rostam ist ein Film aus der Bundesrepublik Deutschland, der das Brauchtum in Afghanistan aufgreift. Dieses Spiel nahmen die deutschen Filmemacher zum Anlass, in Afghanistan einen Film über die Gender-Probleme unter dem Titel Zir e Kamān e Rostam (persisch زير کمان رستم, ‚Unter dem Bogen von Rostam‘ d. i. Regenbogen) zu drehen und um damit den Wünschen und Hoffnungen der Frauen und Mädchen Afghanistan Ausdruck zu verleihen. (Regie, Kamera, Schnitt und Buch: Elfe Brandenburger, Sandra Schäfer,  BRD / Germany 2007, 71 Min, Dari/meU[2])
- Laut Schāhnāme soll Rostam mit seinem Bogen  Musik gespielt haben.  Daraus wurde nach der Volksmeinung das Musikinstrument Kamantsche (persisch کمانچه), wörtlich „Bögchen, kleiner Bogen“, aus (persisch کمان, DMG kamān) und der Verkleinerungssilbe (persisch چه, DMG -če).
- Die Geschichten von Schahmaneh, insbesondere von Rostam und Sohrab wurden in den Wintermonaten erzählt. Das Hörspiel Rostam und Sohrāb unter der Regie und dem Wirken von Ustad Rafiq Sadeq (geb. in Kohdaman 1930, gestorben 1987 in Kabul) wurde oft von  Radio Kabul bzw. Radio Afghanistan ausgestrahlt, bevor im Jahre 1978 die staatliche Anstalt RTA  ihre Fernsehprogramme landesweit sendete.

## Weitere Bedeutungen
Kaman e Rostam wird auch ein dreihundert Jahre alter Nussbaum Schahmirzad in der Provinz Semnan in Iran genannt, der auf der Liste der nationalen Erben erscheint.